# Udio
Udio es una herramienta de inteligencia artificial generativa que produce música basada en descripciones textuales, combinando voces con instrumentos. Su versión beta gratuita se lanzó públicamente el 10 de abril de 2024.
Fundado en diciembre de 2023 por un equipo de investigadores de Google DeepMind encabezados por el director ejecutivo de Udio, David Ding, el programa recibió respaldo financiero de la firma de capital riesgo Andreessen Horowitz y de los músicos will.i.am y Common, entre otros. Los críticos elogiaron su capacidad para crear voces con sonido realista, mientras que otros expresaron su preocupación por la posibilidad de que sus datos de entrenamiento contuvieran música protegida por derechos de autor.

## Historia
Udio fue creado en diciembre de 2023 por un equipo de cuatro investigadores de Google DeepMind, incluido el director ejecutivo de Udio, David Ding, Conor Durkan, Charlie Nash, Yaroslav Ganin y Andrew Sanchez, bajo el nombre de Uncharted Labs.La firma de capital de riesgo Andreessen Horowitz; el distribuidor de música UnitedMasters; los músicos will.i.am, Tay Keith y Common; el inversor Kevin Wall; el cofundador de Instagram Mike Krieger; y el investigador de DeepMind Oriol Vinyals brindaron respaldo financiero a Udio, valorado en 10 millones de dólares en financiación inicial (más los 8,5 millones de dólares originales recaudados anteriormente).Tardó varios meses en una fase de beta cerrada antes de ser lanzado públicamente el 10 de abril de 2024, en el sitio web de Udio.A partir de abril de 2024, permite a los usuarios generar 600 canciones por mes de forma gratuita.Sánchez lo describió como «permitirá a los músicos crear buena música y [...] ganar dinero en el futuro».El lanzamiento de Udio siguió a los lanzamientos de otros generadores de texto a música como Suno AI y Stability Audio.
Udio se utilizó para crear «BBL Drizzy» de Willonius Hatcher, una canción parodia que se volvió viral en el contexto de la disputa entre Drake y Kendrick Lamar, con más de 23 millones de visitas en X (Twitter anteriormente) y 3,3 millones de reproducciones en SoundCloud la primera semana.

## Capacidades
Udio crea canciones basadas en instrucciones textuales, que pueden especificar el género musical, incluyendo cuarteto de barbershop, country, clásica, hip hop, pop alemán, hard rock, entre otros. La letra se crea con un modelo de lenguaje grande (LLM), mientras que el proceso utilizado para generar la música en sí, a abril de 2024, no ha sido revelado.El programa genera dos canciones basándose en las indicaciones, y los usuarios pueden «remezclar» sus canciones con más indicaciones de texto.Las canciones se generan primero como piezas de aproximadamente 30 segundos de duración y se pueden ampliar en incrementos adicionales de 30 segundos.Los suscriptores de pago pueden acceder a funciones avanzadas.

## Recepción
Mark Hachman, escritor sénior de PC World, comparó a Udio con los generadores de arte de IA y elogió su capacidad para convertir «algunas letras bastante pobres» en una canción «bastante pegadiza», y también calificó las voces que generó como «increíblemente realistas e incluso emocionales».Sabrina Ortiz de ZDNET describió las canciones que generó como «impresionantes» y que sonaban «como si hubieran sido producidas profesionalmente». También los llamó «más completos y ricos» que los de otros generadores de texto a música, que, según dijo, tenían «más opciones de personalización».Ryan Morrison, de Tom's Guide, escribió que Udio tenía «una asombrosa habilidad para capturar emociones en voces sintéticas» y era el único generador de música con IA «que había capturado la pasión, el dolor y el espíritu de una interpretación vocal».Añadió que el programa estaba dirigido a «personas con mínima o nula capacidad musical».Brian Hiatt de Rolling Stone escribió que Udio era «más personalizable pero quizás también menos intuitivo de usar que Suno AI» y agregó que «algunos de los primeros usuarios han opinado que, en promedio, la salida de Udio puede sonar más nítida que la de Suno».
Para Ars Technica, Benj Edwards escribió que la capacidad de generación de Udio era «imperfecta» y «menos impresionante» que la de Suno, y señaló que sus canciones eran sustancialmente más cortas.En respuesta al anuncio de la compañía sobre el lanzamiento beta de Udio en Twitter, Joshua Eustis, miembro de Telefon Tel Aviv, opinó a través de X que Udio era «una aplicación para reemplazar a los músicos» y cuestionó los datos que utilizaba. Udio también ha sido criticado a través de redes sociales por ser «sin alma» y por tener el potencial de crear audio deepfakes.Lucas Ropek de Gizmodo afirmó que Udio estaba «lleno de tonterías acústicas» y que sus canciones eran «extraordinariamente malas».

### Preocupaciones por derecho de autor
Los críticos de Udio han cuestionado qué datos se utilizaron para entrenarlo y si esos datos consistían en música protegida por derechos de autor. Rolling Stone escribió que había «razones sustanciales para creer» que tanto Udio como Suno AI fueron entrenados con música protegida por derechos de autor, mientras que Benj Edwards de Ars Technica escribió que sus datos de entrenamiento «probablemente estaban llenos de material protegido por derechos de autor».Udio no recrea directamente canciones con derechos de autor cuando se le solicita.Ding ha declarado que Udio tiene «amplios filtros de derechos de autor automatizados» y que la empresa está «refinando continuamente [sus] salvaguardias».Stability AI adoptó un enfoque diferente con Stable Audio 2.0 y utilizó un conjunto de datos de música con licencia explícita llamado AudioSparx.
En junio de 2024, la Asociación de la Industria Discográfica de Estados Unidos (RIAA, en inglés) interpuso una demanda contra Suno y Udio por supuesta infracción masiva de grabaciones sonoras con derechos de autor. La acción legal busca prohibir a estas empresas la formación sobre música con derechos de autor y exige indemnizaciones de hasta 150 000 dólares por cada infracción cometida.